# Francesco Patton
Francesco Patton OFM (ur. 23 grudnia 1963 w Vigo Meano) – włoski duchowny katolicki, franciszkanin, Kustosz Ziemi Świętej.

## Życiorys
Francesco Patton urodził się 23 grudnia 1963 w Vigo Meano (Gardolo di Mezzo) w Trydencie. Pierwsze śluby zakonne w Zakonie Braci Mniejszych złożył 7 września 1983. Profesję uroczystą złożył 4 października 1986. Święcenia kapłańskie otrzymał 26 maja 1989. Oprócz studiów seminaryjnych z filozofii i teologii obronił w 1993 pracę licencjacką z zakresu nauk społecznych-komunikacji na Papieskim Uniwersytecie Salezjańskim w Rzymie. Dwukrotnie był sekretarzem kapituły generalnej swojego zakonu. W latach 2008–2016 był prowincjałem w prowincji trydenckiej oraz prezesem konferencji ministrów prowincjalnych we Włoszech. W 2016 został wyznaczony na Kustosza Ziemi Świętej w miejsce ustępującego z urzędu Pierbattisty Pizzaballi. 29 kwietnia 2022 papież Franciszek potwierdził jego wybór na Kustosza Ziemi Świętej na kolejną kadencję. Pełnił tę funkcję do 24 czerwca 2025, kiedy to Leon XIV mianował Kustoszem ojca Francesco Ielpo.